# Letreiro de Hollywood
O letreiro de Hollywood (em inglês:  Hollywood Sign, anteriormente Letreiro de Hollywoodland) é um marco e ícone cultural americano com vista para Hollywood, Los Angeles, Califórnia. Ele está situado no Monte Lee, na área de Hollywood Hills nas montanhas de Santa Monica. Escrito em letras maiúsculas brancas de 45 pés (13,7 m) e 350 pés (106,7 m) de comprimento. O marco foi criado em 1921 e oficialmente inaugurado em 13 de julho de 1923 como peça publicitária da Câmara do Comércio.
O letreiro foi erguido para vender casas de um condomínio. A ideia inicial, era que ele ficasse lá por um ano e meio, mas acabou se tornando um símbolo da cidade. Virado para o sul, ele se estende sobre uma cordilheira de quase 570 metros que separa Hollywood e boa parte de Los Angeles do Vale de San Fernando, ao norte. Em 2002, o terreno de 55 hectares localizado no Cahuenga Peak foi posto no mercado pelos administradores da herança de Howard Hughes, dono do local desde a década de 1940.

## História

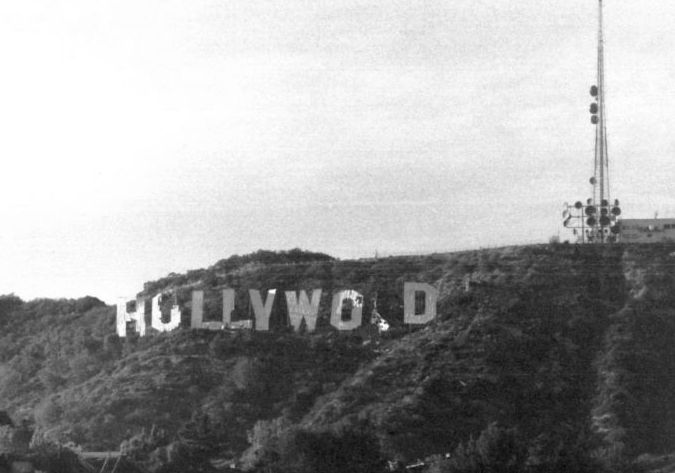
Na década de 1970, o letreiro esteve em seu estado mais decadente

Construído na década de 1920 por H. J. Whitley o letreiro exibia "HOLLYWOODLAND" originalmente, como uma propaganda para divulgar um novo loteamento residencial perto do distrito de Hollywood em Los Angeles. Cada uma das letras do letreito original tinha 9,1 m de largura e 14 m de altura, com cerca de 4 mil lâmpadas espalhadas entre elas. O letreiro foi oficialmente erguido em julho de 1923 e não era para ser permanente. Nos anos subsequentes com a ascensão do cinema americano, principalmente em Los Angeles, o letreiro acabou ficando mundialmente famoso por aparecer em diversos filmes, fazendo com que a prefeitura optasse por deixa-lo por lá.
Em setembro de 1932 a atriz Peg Entwistle saltou do H do letreiro e morreu. As letras "(LAND)" foram removidas em 1949, mas antes, em 1939, o letreiro ficou abandonado e se deteriorou, não sendo destruído por pouco. Ele foi projetado originalmente para ficar em pé somente por 18 meses e não passou por nenhuma reforma por décadas, entrando num estado de total decadência. Na década de 1970, o letreiro estava quase completamente destruído e as letras deterioradas formavam a palavra "HULLYWO.D".
Em 1978, várias pessoas influentes quiseram ajudar, cada um doando 27 777 dólares para a compra de cada letra, totalizando 250 000 dólares. As novas letras possuem 13,7 m de altura e variam entre 9,4 m e 12 m de largura.
Em 2017, o letreiro foi vandalizado e foi substituído pela palavra em inglês Hollyweed, fazendo alusão à maconha.

## Doadores

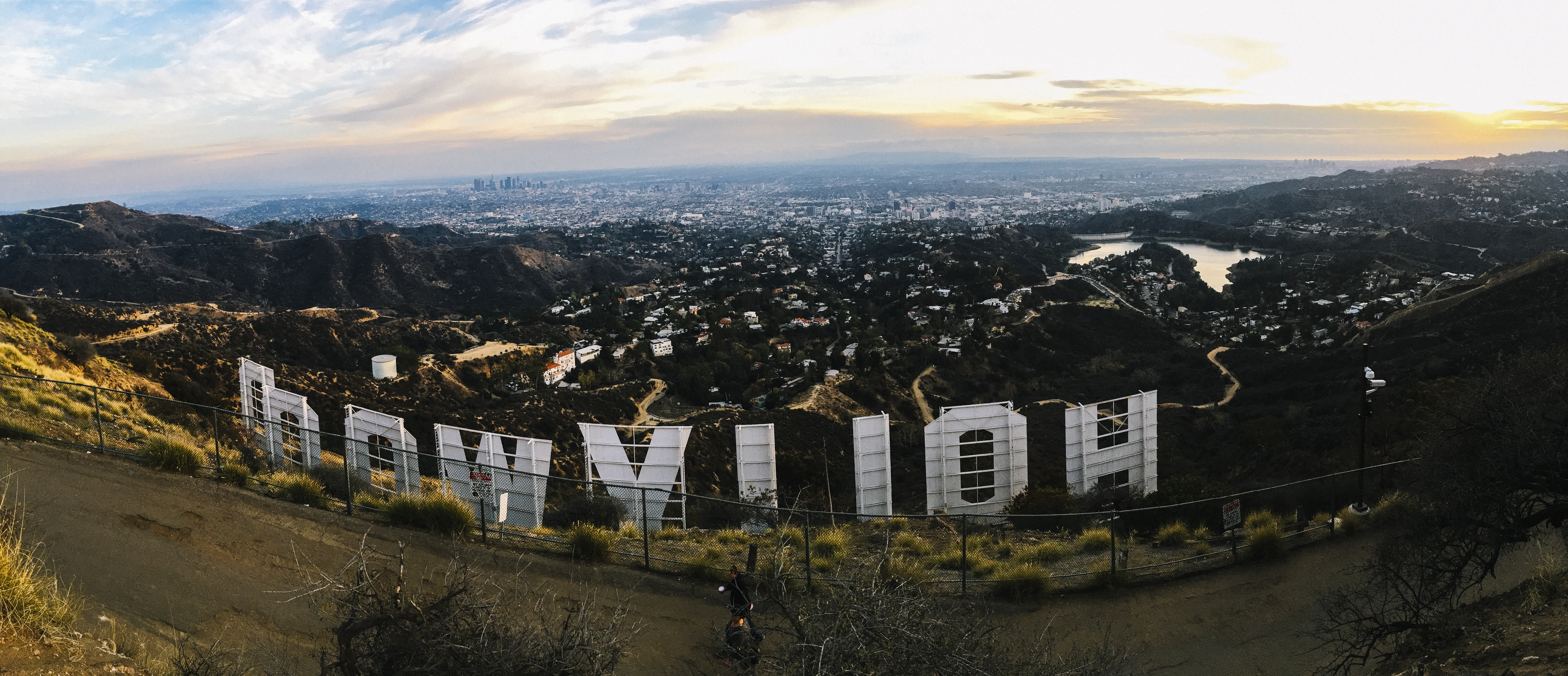
Letreiro de Hollywood do lado oposto com vista panorâmica para Hollywood e Los Angeles.

Lista de doadores que contribuíram para a reforma do letreiro:
- H - Terrence Donnelly, editor do Hollywood Independent Newspaper
- O - Giovanni Mazza, produtor italiano de filmes
- L - Les Kelley, criador da empresa Kelley Blue Book
- L - Gene Autry, cantor, ator e empresário
- Y - Hugh Hefner, fundador da revista Playboy
- W - Andy Williams, cantor
- O - Warner Bros. Records
- O - Alice Cooper, cantor que doou em memória de Groucho Marx
- D - Dennis Litke, doou em nome de Mathew Williams

## Localização

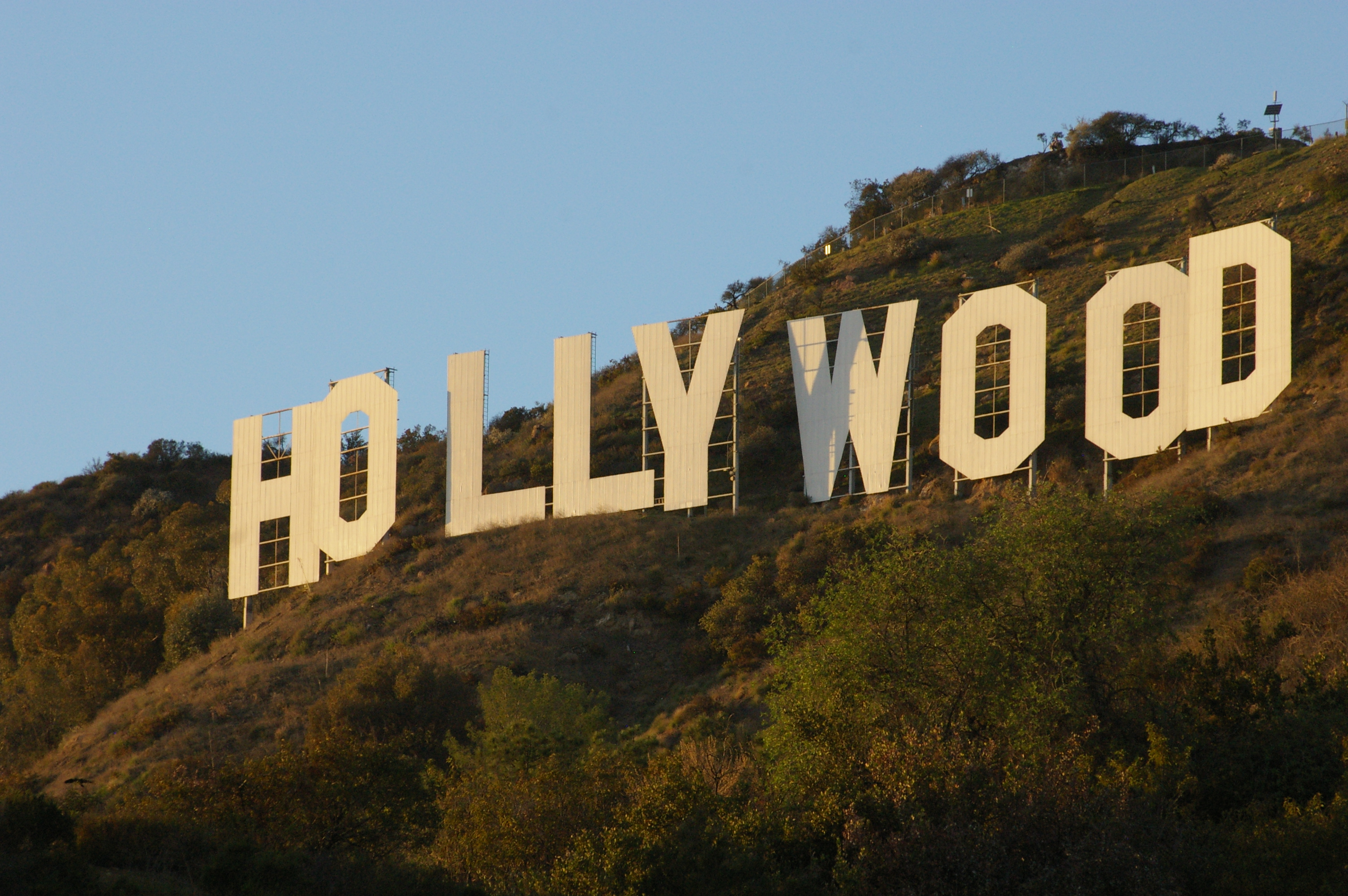
O letreiro atual é um pouco menor que o original

O letreiro está no lado sul do Monte Lee, no Parque Griffith ao norte da Mulholland Highway. Localizado em terreno áspero e íngreme, é cercado por barreiras para impedir os acessos não autorizados. Em 2000, o Los Angeles Police Department instalou um sistema de segurança com detecção de movimento e câmeras de circuito fechado. Qualquer movimento nas áreas marcadas do restrito é disparado um alarme que avisa a polícia.

## O letreiro na cultura popular

### Cinema, televisão, música e desenhos.
- Em um episódio da serie Henry Danger, o letreiro aparece escrito "Sweelview" ao lado do herói Henry e uma vila com nome titulo.
- No filme San Andreas, o letreiro perdeu algumas letras por causa do terremoto fictício em Los Angeles.
- O letreiro aparece em algumas cenas durante uma montagem no cartão-postal feita por Katherine Lee Bates, na música "America the Beautiful", que foi escrito em forma de poema, que foi publicado pela primeira vez em 1985.
- O letreiro aparece em algumas cenas no vídeo musical de "My Moment", da cantora Rebecca Black.
- O letreiro faz uma breve aparição no vídeo musical de "Drift in Die", da banda Puddle of Mudd.

- No filme The Rocketeer, enquanto tentava fugir com o foguete, o vilão Neville Sinclair (interpretado por Timothy Dalton) cai sobre o letreiro original destruindo as letras "Land", e deixando-o no formato atual, "Hollywood".
- No último episódio da 3ª Temporada de Barrados no Baile quando Brandon, Brenda, Kelly, Dylan, Steve, Donna, David e Andrea, mudam o letreiro para "W Bev Hi'93" comemorando a formatura no West Beverly High, sendo eles a turma de 1993.
- No desenho A Mansão Foster para Amigos Imaginários, quando Bloo vai aos estúdios, dá para ver atrás do estúdio um letreiro que diz "HOKEYWOOD".
- Em Shrek 2, no reino de Tão Tão Distante(Br)/ Bué Bué Longe(Pt) ("Far Far Away", no original), vemos uma paródia no fundo dizendo "FAR FAR AWAY"
- No desenho Os Padrinhos Mágicos o letreiro tem versão em Dimmsdale e em Fadawood, mas dá para ver o letreiro no fundo em uma cena de Abracatástrofe.
- No desenho Hi Hi Puffy Ami Yumi, quando elas ficam famosas, acabam removendo o "HOLLY" do letreiro e colocaram o "AMIYUMI", formando "AMIYUMIWOOD".
- No filme O Dia Depois de Amanhã, o letreiro é destruído por um tornado e mata um repórter.
- Em Os Simpsons, a cidade de Springfield também tem seu letreiro com o nome "Springfield", que fica em cima de uma montanha.
- Um episódio do desenho do O Novo Show do Pica-Pau chama-se "Viva HOLLYWOODY".
- No começo do filme Pânico 3, aparece um helicóptero sobrevoando o letreiro e iluminando-o com algumas lanternas.
- No episódio "Conspiracy Theory" da série Numb3rs, Charlie, com a ajuda do Dr. Fleinhardt, substitui o "HOLLYWOOD" por "CAL SCI".
- Em Três Espiãs Demais, em vários episódios, o letreiro aparece no fundo, mas no episódio "Astrologia Furada", a vilã senta no Y do letreiro de Hollywood e espera o meteoro cair em Los Angeles.
- No filme catástrofe 10.5: O Dia em que a Terra não aguentou o Letreiro de Hollywood entra em colapso durante um terremoto de 10.5 na Escala Richter
- No filme Percy Jackson e o Ladrão de Raios, o letreiro aparece em uma cena, cuja se localiza a entrada do mundo inferior
- Na série iCarly, quando eles vão para Los Angeles, em vez de estar escrito Hollywood, está Los Angeles.
- No filme Starstruck , o letreiro aparece atras de uma foto que Cristopher tira com Jessica.
- Na série 90210, segunda temporada, no episódio "Sweaty Palms and Weak Knees", quando Jasper se joga da letra H.
- No episódio "Dancing with Angles" da série Wizards of Waverly Place, Justin e Rosie sentam na frente do letreiro e ficam admirando a vista de Hollywood.
- No videoclip da música Eenie Meenie de Justin Bieber e Sean Kingston, o letreiro aparece no inicio, mas muda de "HOLLYWOOD" para "RAYKAYWOOD".
- A banda norte-americana System Of a Down lançou um álbum em 2001 chamado Toxicity, onde a capa do álbum esta mostrando uma foto no lugar onde esta escrito "HOLLYWOOD" onde na verdade no local, esta escrito o nome da banda "SYSTEM OF A DOWN".
- No filme Velozes e Furiosos 4, é possível enxergar o letreiro ao fundo da imagem em um determinado ponto do filme.
- Na série Big Time Rush, no episódio "O Grande Teste" (original: "Big Time Audition"), quando os garotos acabam de chegar em Los Angeles, a câmera foca no letreiro.Na mesma série, no episódio "O Clipe do Big Time Rush" (original: "Big Time Video") o letreiro aparece na cena final.
- Na série Victorious, é possível ver o letreiro em várias cenas de vários episódios, além de ser mencionado algumas vezes.O Café da "Hollywood Arts" (colégio dos personagens) tem vista para o letreiro.
- Na série Drake & Josh, no episódio duplo "Drake & Josh vão a Hollywood" (original: "Drake & Josh Go Hollywood"), é possível ver o letreiro também.
- No desenho animado Bonkers um personagem mora em uma das letras do letreiro.
- No vídeo musical de "California Gurls", da cantora Katy Perry, o letreiro original aparece no tabuleiro da fictícia Candyfornia, uma paródia do estado da Califórnia.
- Na capa do álbum Was It Even Real?, da cantora Olivia O'Brien, o título substitui o letreiro original.
- No filme Charlie's Angels: Full Throttle podemos ver o letreiro de Hollywood no fundo, quando as panteras estao num determinado ponto lutando com a madison lee interpretado pela atriz Demi Moore.
- Na série BoJack Horseman, o personagem do título mora numa mansão com vista para o letreiro de Hollywood. No episódio "A trama A virou a trama D", BoJack rouba a letra "D" do letreiro numa tentativa de impressionar Diane.
- No videoclipe musical de Lana Del Rey, o letreiro de Hollywood aparece em "Lust For Life".
- Na minissérie Hollywood, produzida pela Netflix, o letreiro aparece no fim do segundo episódio ainda com a escrita "Hollywoodland".

### Jogos
- Em SimCity 4 é possível comprar o letreiro para sua cidade.
- Em The Movies, vemos o letreiro no fundo do jogo.
- Em Sid Meier's Civilization IV o letreiro é considerado uma maravilha.
- Nos jogos eletrônicos Grand Theft Auto: San Andreas e Grand Theft Auto V, a cidade fictícia de Los Santos tem muitas inspirações em localidades reais de Los Angeles. Uma delas é o distrito de Vinewood, com o letreiro nas montanhas com a escritura VINEWOOD.
- Em uma das missões do jogo Tony Hawk's American Wasteland o jogador deve destruir o letreiro.
- Em Mortal Kombat o letreiro aparece atrás do personagem Johnny Cage em algumas imagens.
- Em duke nukem 3d o letreiro aparece no cenário do game da primeira fase: Hollywood Holocaust.
- Em Skate 2 o letreiro de Hollywood aparece escrito New San Vanelona
- Em L.A. Noire o letreiro aparece no seu formato original "Hollywoodland". O jogo se passa antes da modificação.
- Em Epic Mickey ao longe da cidade OsTown vece escrito no letreiro o nome da cidade.
- No jogo para Android Os Simpsons: Tapped out é possível comprar o letreiro, só que com o nome de "Springfield".
  - o letreiro aparece na capa do jogo eletrônico Midnight Club: Los Angeles lançado em 2008.
    - Em My Little Pony o nome "Hollywood" é "Applewood", como mostrado no aplicativo de jogo para Android e iOS, no mapa de Equestria.

- Em Criminal Case, o letreiro aparece na mapa do Pacific Bay, porém com o nome de Ivywood.

## Alterações
Mudar o letreiro é muito perigoso e difícil, mas a cidade deixa mudá-lo por grandes motivos comerciais, políticos, datas especiais e feriados. Veja aqui algumas mudanças:
- HOLLYWEED - em Janeiro de 1976, pela nova lei do estado. Novamente em Dezembro de 1983, para a cena da abertura no filme dos Hot Tubs em Hollywood. Veio a ocorrer novamente no dia 1 de janeiro de 2017,  em ato vândalo considerado uma provável "pegadinha de ano novo". O Departamento de Polícia de Los Angeles foi notificado, este que despachou a ocorrência para o Mount Lee, que investiga o incidente como invasão de propriedade.
- HOLYWOOD - em Abril de 1977, para o serviço da Sunrise e da Easter. Novamente em Setembro de 1987, para a chegada do papa João Paulo II.
- GO NAVY ("Vamos, Marinha") - em Novembro de 1983, antes do jogo da Marinha do Exército
- HOLLYWOOD II - em Abril de 1986, para marcar a revitalização da área.
- FOX - em Abril de 1987, para a promoção da rede de televisão.
- CALTECH - em Maio de 1987, pelo 100º aniversário de Hollywood.
- USCWOOD - em 1987, para o jogo anual de futebol americano entre as universidades USC e UCLA.
- OIL WAR ("Guerra do petróleo") - em 1991, para a Guerra do Golfo Pérsico.
- PEROTWOOD - durante as eleições presidenciais de 1992, em apoio ao candidato Ross Perot. Modificado novamente nas eleições de 1996.
- GO UCLA ("Vamos, UCLA") - em 1993, para o jogo anual de futebol americano entre as universidades UCLA e USC.
- JOLLYGOOD - quando a empresa aérea Virgin Atlantic criou um voo sem escalas de Los Angeles a Londres.